# Emma Adlerz
Emilia (Emma) Mathilda Adlerz, född Lilljedahl 6 februari 1870 i Sölvesborg, död 11 december 1947, var en svensk målare. Hon var sedan 1894 gift med Gottfrid Adlerz.
Emma Adlerz bedrev målarstudier vid Tekniska skolan i Stockholm som följes med studier vid Konstakademien 1890-93. Adlerz har främst utfört en stor mängd porträtt samt landskapsmålningar från Norrland, Östergötland och Blekinge. Förutom utställningar i Sverige har hon medverkat i Svenska konstnärinnors utställning i Philadelphia 1930.
Emma Adlerz finns representerad på Norrköpings Konstmuseum.